# Michael McDonald (poker)
Pour les articles homonymes, voir Michael McDonald et McDonald.
Mike McDonald, né le 11 septembre 1989, est un joueur de poker canadien. Il est le plus jeune vainqueur d'un titre EPT, à l'âge de 18 ans et 4 mois.

## Biographie
En janvier 2008, Michael McDonald remporte l'l'European Poker Tour (EPT) à Dortmund et le premier prix de 933 600 € (1 370 161 $).
En septembre 2011, il remporte un event de l'Epic Poker League (EPL) à Las Vegas et 782 410 $. Il est également le plus jeune à remporter ce titre.
Le 11 juillet 2014, Michael McDonald est classé #7 au Global poker index (son classement le plus élevé et la 5e place en avril 2014).